# Krimi-Couch
Die Krimi-Couch (auch Krimi-Couch.de) ist ein werbefinanziertes Online-Magazin der Literatur-Couch Medien GmbH & Co. KG. Sie wurde 2002 gegründet. 2009 wurde sie mit dem Grimme Online Award in der Kategorie „Kultur und Unterhaltung“ ausgezeichnet. Sie gilt als eines der größten, unabhängigen Online-Magazine zum Thema Kriminalroman im deutschen Sprachraum. Chefredakteur ist Andreas Kurth, zur Redaktion gehören Jochen König, Birgit Borloni, Michael Drewniok und Jörg Kijanski.
Krimi-Couch richtet sich an Krimileser und veröffentlicht neben aktuellen Buchbesprechungen auch Autorenporträts und themenbezogene Reportagen. Krimis lassen sich nach Autoren oder Regionen geordnet suchen. Über den sogenannten Krimi-Berater kann sich der Leser anhand von Kriterien wie zum Beispiel Schauplatz, Handlungszeitraum oder Genre Buchempfehlungen geben lassen. In den Rezensionen werden die besprochenen Romane durch ein Punktesystem von 0 bis 100 (0=Altpapier, 100=Meisterwerk) bewertet. Leser können einen Krimi bewerten und kommentieren. Die beliebtesten Bücher werden in einer Top-10-Liste abgebildet. Seit 2017 wählen Redaktion und Leser das Buch des Jahres.

## Krimi-Blitz
Von 2004 bis 2007 und 2010 bis 2015 verlieh die Krimi-Couch den undotierten Literaturpreis Krimi-Blitz, ein Publikumspreis. Die Redaktion der Krimi-Couch nominierte zwanzig Titel des Vorjahres aus den Krimi-Couch-Volltreffern und der Hitliste, die sich aus Wertungen der User ergab, sowie Redaktionstipps. Aus dieser Liste wählten die Leser den Gewinner.

### Preisträger
- 2004: Der Schwarm von Frank Schätzing
- 2005: Stirb ewig von Peter James
- 2006: Die Sünden der Väter von Ian Rankin
- 2007: Verdammnis von Stieg Larsson
- 2010: Ostfriesensünde von Klaus-Peter Wolf
- 2011: Schwarzer Schwan von Horst Eckert
- 2012: Die Akte Vaterland von Volker Kutscher
- 2013: Noah von Sebastian Fitzek
- 2014: Kalter Hund von Rainer Wittkamp
- 2015: Totenhaus von Bernhard Aichner

## Buch des Jahres
Seit dem Jahr 2017 wählen Redaktion und Leser das Buch des Jahres. Der Buchpreis ist nicht dotiert. Eine Jury bestehend aus Chefredaktion der Literatur-Couch Medien und ausgewählten Redaktionsmitgliedern der jeweiligen Krimi-Couch stellt eine Shortlist mit den drei Favoriten des jeweiligen Jahres zusammen. Der Preisträger wird dann aus diesen nominierten Titeln ermittelt.

### Preisträger
- 2017: Redaktionsieger wurde Ragdoll – Dein letzter Tag von Daniel Cole, Sieger des Leser-Votings Das Schweigen von Brodersby von Stefanie Ross[4]
- 2018: The Woman in the Window von A. J. Finn[5]
- 2019: Tod im Februar von Alan Parks[6][7]